# Мистер Твистер (мультфильм)
«Мистер Твистер» — советский мультипликационный фильм Анатолия Карановича, снятый с использованием технологии перекладок на студии «Союзмультфильм» в 1963 году по одноимённому сатирическому стихотворению Самуила Маршака.

## Сюжет
По одноимённому стихотворению Самуила Маршака.
Расист-миллионер, прибыв с семьёй в Ленинград, не смог найти отель «только для белых» и терпит нравственные страдания, столкнувшись с проживанием по соседству представителей разных рас с разным цветом кожи.

## Съёмочная группа
| Автор сценария               | Самуил Маршак |
| Режиссёр-постановщик         | Анатолий Каранович                                                                                                 |
| Художник-постановщик         | Евгений Шукаев |
| Художник                     | Валентина Василенко                                                                                                |
| Кукловоды-мультипликаторы    | Юрий Клепацкий, Юрий Норштейн, Мария Портная, Геннадий Сокольский                                                  |
| Оператор                     | Михаил Каменецкий                                                                                                  |
| Композитор                   | Михаил Зив |
| Звукооператор                | Борис Фильчиков |
| Куклы и декорации изготовили | Роман Гуров (руководитель), Владимир Алисов, Павел Лесин, Олег Масаинов, Ф. Олейников, Валерий Петров, Семён Этлис |
| Монтажёр                     | Лидия Кякшт |

## Технические данные
| Тип                          | рисованный, перекладки или кукольный                      |
| Возрастная категория         | 0+                                                        |
| Цветность                    | цветной                                                   |
| Количество частей            | 2 части                                                   |
| Длина плёнки                 | 444 метра или 453 метра                                   |
| Продолжительность            | 16 минут 12 секунд или 16 минут                           |
| Киностудия                   | Союзмультфильм                                            |
| Дата производства            | 1963 год                                                  |
| Дата выпуска                 | январь 1964 года                                          |
| Разрешительное удостоверение | РУ 18.IX 1963 г. 114010406 от 15.11.2006                  |
| Особые отметки               | Все права у ФГУП «Фильмофонд киностудии „Союзмультфильм“» |

## Описание, отзывы и критика
На последней странице обложки журнала «Огонёк» № 10 за 1964 год были опубликованы кадры из шести новых мультфильмов студии «Союзмультфильм», включая «Мистер Твистер». Из подписи к кадру следовало, что постановщики фильма Каранович и Шукаев почти полностью сохранили сюжетные линии известного всем детям великолепного стихотворного произведения Маршака.
Опыт работы над несколькими мультипликационными фильмами, включая «Мистер Твистер», был положен в основу книги Анатолия Карановича «Мои друзья куклы».
По мнению Иванова-Вано И. П., фильм «Мистер Твистер» стал одним из первых мультфильмов Анатолия Карановича, в которых он нашёл собственную творческую манеру после долгих поисков.
По мнению Наталии Венжер, попробовав свои силы во «взрослой» мультипликации лентой «Баня», Анатолий Каранович успешно вернулся к работе над детскими картинами, сняв весёлый музыкальный фильм «Мистер Твистер».
По мнению Ирины Евтеевой, в некоторых мультипликационных фильмах 1960-х годов, включая ленту «Мистер Твистер», заметно повышение изобразительно-художественного уровня, который «из простой окраски стремился перерасти в единственно важный строй всего фильма, из составного элемента стать сутью». «Фактура материала становилась существенной в создании культурно-художественных ассоциаций в семантике анимационного фильма».
Подготовительный период мультфильма «Мистер Твистер» был закончен и принят худсоветом студии «Союзмультфильм» 27 марта 1962 года. Сам фильм был запущен в производство в тот же день.
По мнению Людмилы Терновой, в мультфильме 1963 года «Мистер Твистер» режиссёром Карановичем был перенят упрощённый и прямолинейный стиль американской студии UPA Pictures.
По мнению Константина Богданова, Маршак проявил благоразумие, убрав из сценария мультфильма слова дочери Мистера Твистера о том, что в СССР она будет «питаться зернистой икрой, живую ловить осетрину, кататься на тройке над Волгой-рекой и бегать в колхоз по малину».
По мнению Джаннальберто Бендацци, несмотря на то, что фильм 1963 года «Мистер Твистер» представляет собой советский пропагандистский продукт, повествующий об американском миллионере-расисте, пытающемся в СССР найти жильё «только для белых», сам по себе фильм интересен, в первую очередь, модернистскими врезками, разыгрывающими действие будто бы непосредственно на книжных страницах.
По мнению Вона Расберри, фильм 1963 года «Мистер Твистер» представляет собой типичный советский пропагандистский фильм времён Холодной войны, опирающийся на легко опознаваемые модернистские визуальные образы, критикующие коммерциализм, расизм, чрезмерное потребление и высокомерие США, символизируемые одноимённым главным героем фильма.
По мнению Олега Рябова, в мультфильме «Мистер Твистер» в качестве маркера Америки был использован джаз.
По мнению Феликса Чанга и Санни Ракер-Чанг, Мистер Твистер (персонаж одноимённого советского мультфильма 1963 года) представляет собой хорошо известный образец пропагандистского карикатурного изображения типичного белого западного капиталиста-расиста.